# 金成龍
金 成龍（キム・ソンヨン、1976年8月12日 - ）は、韓国の囲碁棋士。忠清南道出身、沖岩高等学校卒業。韓国棋院所属、九段。電子ランド杯王中王戦優勝、三星火災杯ベスト8など。テレビなどでの囲碁解説者として活躍。

## 経歴
天安市に生まれる。1991年入段。1993年名人戦リーグ入り。1995年、帝王戦準優勝、囲碁文化賞新人賞受賞。1996年第1回三星火災杯に出場し、ベスト8進出。1997年五段。2003年八段。2004年第1回王中王戦白虎の部でベスト8となり、本戦トーナメントで優勝して初タイトル、これにより九段昇段。2005年韓国囲碁リーグ出場、CSK杯アジア囲碁対抗戦、中韓囲碁対抗戦出場。2008年国手戦挑戦者決定戦で睦鎮碩に0-2で敗れる。

### タイトル歴
- 電子ランド杯王中王戦 2004年

### その他の棋歴
- 三星火災杯世界オープン戦 ベスト8 1996年（○小林覚、○武宮正樹、×依田紀基）
- 中環杯世界囲碁選手権戦 ベスト8 2005年（○林海峰、×依田紀基）
- CSK杯囲碁アジア対抗戦
  - 2005年 0-3（×張栩、×結城聡、×胡耀宇）
- 帝王戦 準優勝 1995年（0-2 曺薫鉉）
- 韓国囲碁リーグ
  - 2005〜08年（ハンゲーム）
- 中国囲棋乙級リーグ戦
  - 2005年（杭州棋院濱江）